# Schienenverkehr in Guinea

Bahnstrecken in Guinea

Der Schienenverkehr im westafrikanischen Land Guinea verfügt – wie in vielen anderen Staaten Afrikas auch – über kein zusammenhängendes Eisenbahnnetz. Einzelne Stichbahnen führen von der Küste ins Landesinnere. Sie bestehen heute aus:
- Chemin de fer de Guinée (ONCFG),
- Chemins de fer de la Compagnie des Bauxites de Guinée (CBG)
- Chemin de fer Conakry und
- Chemin de fer de Boké.

## Geschichte des Eisenbahnbaus und Betriebs in Guinea
Zu Beginn des 20. Jahrhunderts wurden mehrere Bahnlinien zur Erschließung des Landes geplant und gebaut – teilweise in Normalspur, teilweise in Meterspur. Die wichtigste Strecke war die in den Jahren 1900 bis 1914 errichtete Conakry-Niger-Bahn, die auf einer 662 km langen Strecke Conakry mit Kankan verband. Von dort bestand eine Schiffsverbindung nach Bamako, der Hauptstadt Malis.

### Die staatliche Eisenbahnlinie Conakry-Kankan
Im Juni 1959 wurde die staatliche Gesellschaft ONCFG (Office National des Chemins de Fer de Guinée) gegründet, die den Besitz der Eisenbahnverwaltung der Region Conakry-Niger des ehemaligen französischen Kolonialgebiets AOF (Französisch-Westafrika) erhielt.
In den Folgejahren wurde die Strecke und das Rollmaterial nur wenig unterhalten. Auf Teilstrecken liegen noch 25 kg/m-Schienen. Seit 1993 ist der Bahnverkehr mit Ausnahme von Treibstofftransporten bis Mamou eingestellt. 1994 wurden die Aktivitäten der ONCFG der Firma Société d’exploitation des gisements de Bauxite de Dabola-Tougué (SBDT) übertragen. Dieses Unternehmen mit mehrheitlich iranischer Beteiligung sollte Aluminium und Bauxit für eine noch zu bauenden Fabrik bei Dogomet transportieren und auch Personenzüge betreiben. Dieses Projekt konnte jedoch nicht verwirklicht werden.
Die fortschreitende Erschließung der Rohstoffvorkommen im Süden des Landes war verbunden mit einer Wiederbelebung des Schienenverkehrs in Guinea. Hierzu wurde Ende Mai 2010 zwischen der Regierung Guineas und der chinesischen Investorengesellschaft China International Funding (CIF) der Aus- und Neubau eines 286 Kilometer langen Eisenbahnnetzes vertraglich vereinbart. In einem ersten Schritt rollte ab Juni 2010 der Conakry Express, der auf einer 36 Kilometer langen Teilstrecke den Hafen und die Vororte Conakrys miteinander verbindet. Für den laufenden Betrieb wurden drei Lokomotiven und 19 Waggons aus chinesischer Produktion beschafft. Zu diesem Zeitpunkt hatte die ONCFG nur zwei Alstom-Lokomotiven in betriebsbereiten Zustand, die im Vorortsverkehr Conakrys eingesetzt wurden.

### Die Bahnstrecken der Bergbaugesellschaften
Die Anfang der 1970er Jahre erbaute 136 km lange Normalspurstrecke Kamsar–Boké wird von der Bergbaugesellschaft CBG betrieben. Sie befindet sich in einem relativ guten Zustand: Die Schienen wiegen 60 Kilogramm pro Meter, sind miteinander verschweißt und lagern auf Metallschwellen. Über diese Bahnstrecke werden jährlich 12 Mio. Tonnen Güter transportiert. Es handelt sich dabei um Bauxit aus der Bauxitgrube Sangaredi und andere Mineralstoffe aus der Gegend von Kamsar.
Die Meterspurbahn Conakry – Fria (meist als CFCF = Chemin de fer Conakry – Fria) hat eine Länge von 143 Kilometer und wird von der Gesellschaft Friguia betrieben. Die Strecke wurde in den Jahren nach 1960 erbaut und befindet sich in einem akzeptablen Zustand. Zwischen Fria und Conakry werden jährlich mehr als 1 Mio. t Güter befördert (600.000 t Aluminat, 200.000 t Erdölprodukte, 100.000 t Ätznatron). Die Züge werden zu 70 Prozent in Doppeltraktion gefahren, der Rest in Dreifachtraktion. Züge in Dreifachtraktion transportieren bis 1580 t Nettolast.
Die Strecke Conakry – Kindia hat Normalspurweite und ist 105 Kilometer lang. Betreiber ist die Bergbaugesellschaft SBK. Transportiert wird Bauxit (jährlich 1,2 Mio. t) von Kindia zum Hafen von Conakry.
Im Juni 2021 wurde eine 125 Kilometer lange Strecke eröffnet, die die Bauxitminen von Santou und Houda mit dem Flusshafen Dapilon verbindet und die die Regionen Boké und Boffa durchquert. Sie wird vom SMB-Winning Consortium betrieben, das aus vier Gesellschaften aus China, Singapur, Frankreich und Guinea besteht.

## Zukunftsplanungen
Im Jahre 1996 wurden große Eisenerzvorkommen an den Simandou-Hügeln in Waldguinea im Südosten des Landes entdeckt. Die Erschließung der Vorkommen sollte mit einer Bahnstrecke erfolgen, die vollständig auf dem Territorium von Guinea verläuft und das Bergwerk mit einem noch zu bauenden Tiefseehafen an der Atlantikküste verbindet. Der Bau der 670 Kilometer langen Strecke sollte bereits im Jahr 2007 beginnen – es wurde eine Bauzeit von sechs bis sieben Jahren erwartet und die Kosten wurden auf 17 Milliarden US-Dollar geschätzt. Der Bahnbau wurde später vor allem durch den Preisverfall des Eisens, die Ebolafieber-Epidemie 2014 bis 2016 und den Weiterverkauf der Schürfrechte der britischen Bergbaugesellschaft Rio Tinto Group an die Firma Aluminum Corporation of China verhindert. 2021 begann die China Railway 18. Bureau Group im Auftrag der Winning Consortium Simandou (WCS) mit dem Bau der Strecke. Anfang März 2022 ordnete die regierende Junta Guineas die Einstellung aller Aktivitäten an der Lagerstätte an, mit der Begründung, dass der Projekt-Fortschritt zu langsam sei. Danach unterzeichnete die Regierung einen Rahmenvertrag mit der Bergwerksgesellschaft Rio Tinto und der WCS für den Abbau des Eisenerzes in den nächsten 35 Jahren. Dadurch konnte die Regierung Rio Tinto zu einer engeren Zusammenarbeit mit WCS verpflichten, welche sicherstellen soll, dass das Projekt abgeschlossen wird. Außerdem räumt der Vertrag der Regierung eine 15 %-Beteiligung an Bahn und Hafen ein. Der Vertrag sieht eine 15 Mia. US-Dollar-Investition vor, mit der die Bahnstrecke von Beyla nach Forécariah gebaut werden sollte und der Tiefseehafen bei Moribayah angelegt werden soll. Die Bahnstrecke soll im Dezember 2024 fertiggestellt sein, das Bergwerk soll ab April 2025 produzieren.